# PZL M-99 Orkan
PZL M-99 Orkan – niezrealizowany projekt polskiego, jednomiejscowego samolotu szturmowego będącego daleko posuniętą modyfikacja wcześniejszej konstrukcji PZL I-22 Iryda.

## Historia
Projekt nowej maszyny szturmowej bazującej na Irydzie powstał w połowie lat 90. XX wieku. Był on konsekwencją wcześniejszych prac nad dostosowaniem Irydy do wypełniania misji bojowych, które zaowocowały projektami M-95 i M-97. Orkan miał być maszyną najlepiej spełniającą wymagania współczesnego pola walki. Przewidywano, że poza zadaniami szturmowymi będzie miał również możliwość prowadzenia walki obronnej z atakującymi go maszynami przeciwnika. M-99 miał być najtańszą alternatywą dla Polskich Sił Powietrznych w wyborze przyszłego samolotu pola walki. W tym okresie analizowane były również inne projekty tego typu maszyn, między innymi samolotu PZL-230 Skorpion, jednak w odróżnieniu od Skorpiona i jemu podobnych konstrukcji, Orkan miał bazować na dostępnym już i przetestowanym w locie samolocie Iryda. Dzięki unifikacji obydwu konstrukcji czas potrzebny na wybudowanie prototypu i dalszych jego badań miał być możliwie krótki, a koszty finansowe całego programu znacząco mniejsze niż pozostałych maszyn. Zakładano zabudowanie nowych, wzmocnionych w porównaniu z Irydą skrzydeł, związane to było ze zwiększeniem możliwości bojowych samolotu i zdolnością do przenoszenia większej ilości podwieszanego uzbrojenia. Zastosowanie nowych silników wymagało przekonstruowania środkowej części kadłuba samolotu. W celu uatrakcyjnienia maszyny dla potencjalnych zagranicznych użytkowników zakładano, że jednym z możliwych do zastosowania silników będzie produkowany na Słowacji silnik turbowentylatorowy DV-2. Taki wybór podyktowany był chęcią zainteresowania ofertą krajów Grupy Wyszehradzkiej. Silnik Rolls-Royce Turbomeca Adour miał być montowany w samolotach przeznaczonych na rynki spoza Grupy. Niestety kłopoty z finansowaniem i rozwojem Irydy przerwały dalsze pracę nad jej modyfikacjami, ofiarą tych posunięć padł również Orkan, który pozostał jedynie projektem.

## Konstrukcja
Orkan był jednomiejscowym, całkowicie metalowym, wolnonośnym górnopłatem o konstrukcji całkowicie metalowej. Usterzenie klasyczne, skrzydła na krawędzi natarcia skośne. Podwozie chowane z przednim podparciem. Zakładano, że Orkan będzie wyposażony w awionikę i systemy bojowe produkowane przez zagraniczne firmy, pod uwagę brana była francuska firma SAGEM.

## Uzbrojenie
Uzbrojenie strzeleckie miało tworzyć jedno dwulufowe działko GSz-23Ł kal. 23 mm. Uzbrojenie podwieszane składało się z sześciu węzłów podskrzydłowych (po trzy na skrzydło) i dwóch podkadłubowych, na obydwu końcach skrzydeł zakładano możliwość umieszczania rakiet powietrze-powietrze.